# سالم الیسی
سالم الیسی (به انگلیسی: Salem Ilese) با نام کامل سالم الیسه داورن (به انگلیسی: Salem Ilese Davern) (زاده ۱۹ اوت ۱۹۹۹) خواننده و ترانه‌سرا آمریکایی است.